# رندلى قديح
رندلى قديح (4 يونيو 1979-) ممثلة ومخرجة لبنانية.

## حياتها
ولدت في كوتونو جنوب أفريقيا وعاشت فيها خمسة عشر عاما قبل أن تسافر إلى فرنسا لإستكمال دراستها ثم عادت إلى لبنان حازت على شهادة في الإخراج المرئي والمسموع من الجامعة اليسوعية عام 1997

### الحياة الشخصية
تزوجت من الإسباني من سلفادور. يعمل في السلك الدبلوماسي

## مشوارها المهني
بدأت الاخراج في مجال الاعلانات، وعملت مساعدة مخرج في إعلانات عدة مع مخرجين أجانب، كما ظهرت في بعض هذه الإعلانات الموجهة إلى الدول العربية بعدها انتقلت إلى عالم الاغنيات المصورة، دخلت بعدها التمثيل من خلال فيلم بعنوان غرب بيروت ثم في حلقة من حلقات التي شارك بها الإعلامي طوني خليفة (طالبين القرب) كانت دور المحامية (الأستاذة لينا) قدمت مشروع تخرجها مم الجامعة وهو فيلم من إخراجها ومثلت دور الصحافية نجلا جهشان التي صورت سيارة الإسعاف في قانا نالت أول بطولة مطلقة لها في مسلسل حكاية أمل بتريشح من المخرج أنطوان ريمي وحققت الإنتشار عربيا، عملت بالإخراج أيضا وأستلمت الجائزة الثانية في (مهرجان بيروت للسينما) عن إخراجها لفيلم (العريشة) عام 2003 وأسست شركة إنتاج خاصة بها 

## أعمالها

### في التمثيل
- (1997):طالبين القرب بدور المحامية""
- (2000): حكاية أمل بدور «أمل»
- (2004): كبرياء وندم[10]
- (2004): رجل من الماضي بدور فتاة الجامعة
- (2008): الليلة الأخيرة بدور «سلمى»
- (2008): خيوط في الهواء

### في الإخراج
- (2003): العريشة (فيلم)
- (2003): علبة الموسيقى (فيلم)
- (2004): فاميليا (مسلسل)
- (2004): بنات عماتي وبنتي وأنا (فيلم)
- (2007): دموع الندم (مسلسل)
- (2007): زهرة الخريف (مسلسل)
- (2011): غزل البنات (مسلسل)
- (2013): درامازير (فوازير)[11]
- (2016): ذات ليلة (مسلسل)
- (2019): مجنون فيكي (مسلسل)
- (2019): شرعوا الحشيشة (فيلم)
- (2019): صف ع جنب (سيت كوم)

### الفيديو كليب
- باسكال مشعلاني
- إلين خلف
- سمية الخشاب
- عامر زيان
- بلقيس
- رحمة رياض
- شذى حسون
- حسام الرسام. هيثم يوسف وتحديدا أغنية ما خلة عندك خبر

## جوائز
- لبنان: الجائزة الثانية في "مهرجان بيروت للسينما" عن إخراجها لفيلم "العريشة عام 2003
- لبنان: جائزة احسن مخرجة 2015 من راديو تلتا [12]

## انظرأيضاً
سعاد جوزيف